# Brusztura
Brusztura (ukránul: Лопухів [Lopuhiv]) falu Ukrajnában, Kárpátalján, a Técsői járásban.

## Fekvése
A Máramarosi-havasokban, Técsőtől északkeletre, Királymező északkeleti szomszédjában, a Bruszturjanka (Teresulka) patak mellett fekvő zsáktelepülés. A patakba itt torkollik bele a Jablonica.

## Története
A kenézi telepítésű falut a Dolhai család tagjai telepítették 1605 és 1638 között. Neve 1638-ban tűnt fel először az oklevelekben. A 17. század második felében a Dolhaiaktól a vidék legnagyobb birtokosainak számító Bölsei Budai család szerezte meg.
1910-ben 1655 lakosából 54 magyar, 266 német, 1333 ruszin volt. Ebből 81 római katolikus, 1363 görögkatolikus, 210 izraelita volt. A trianoni békeszerződés előtt Máramaros vármegye Taracvizi járásához tartozott.